# Planodiscus furcatus
Planodiscus furcatus es una especie de arácnido del orden Mesostigmata de la familia Uropodidae.

## Distribución geográfica
Se encuentra en el Mar Rojo (Egipto).